# Сухой Дол (приток Утъелги)
Сухой Дол — временный водоток (сухое русло), впадает в Утъелгу. Находится в Иткуловском сельсовете Ишимбайского района Башкортостана.
Находится в горной лесистой местности, без постоянного человеческого присутствия.
В истоке и впадении проходят дороги местного значения. Возле впадения в Утелгу принимает родник. Высота впадения — 382,4 м.